# Dermestes lardarius
Il dermestide del lardo (Dermestes lardarius Linnaeus, 1758) è un insetto appartenente alla famiglia dei Dermestidi (Coleoptera: Bostrichoidea) che può causare gravi danni sulle derrate e sui prodotti stoccati di origine animale, in particolare sulle carni stagionate.

## Distribuzione ed importanza
Dermestes lardarius ha distribuzione praticamente cosmopolita, riuscendo a colonizzare qualsiasi ambiente occupato dall'uomo alla cui presenza è fortemente legato.

## Morfologia

### Uovo
Le uova sono biancastre, allungate e misurano circa 2x0,6 mm. Vengono deposte in substrati di origine animale.

### Larva
Le larve, di forma conica e allungata, misurano a maturità 10 – 12 mm e sono di colore bruno scuro, ricoperte di peli rossastri. Sono oligopode (3 paia di pseudozampe toraciche). Presentano 2 piccole spine dette urogonfi curvate all'indietro nell'ultimo segmento addominale.

### Adulto
L'adulto di Dermestes lardarius è di forma oblunga e misura 7 – 10 mm di lunghezza. Le antenne sono clavate con 11 segmenti, gli ultimi tre dei quali si presentano ingrossati. La livrea è di colore nero con una fascia giallastra maculata sulla metà anteriore delle elitre. Su questa fascia (data da peli di color marrone chiaro) sono visibili 6 macchioline costituite da peli neri (3 per elitra). Il capo è nascosto sotto il pronoto.
Il maschio ha un ciuffo di setole tra il terzo e quarto urosternite, assente nella femmina.

## Ciclo biologico
Dermestes lardarius è un insetto dal ciclo olometabolo legato agli insediamenti umani che sverna come adulto in gallerie scavate nel legno o semplicemente in luoghi riparati. Può svernare all'esterno delle abitazioni o dei luoghi di stoccaggio delle derrate per poi giungervi, essendo volatore, in primavera. Verso aprile - maggio gli adulti escono dai ricoveri in cui hanno passato l'inverno e dopo un periodo in cui si nutrono e si accoppiano, la femmina cerca siti adatti per la deposizione delle uova. Essa depone 200 - 250 uova di color bianco crema, lunghe circa 2 mm, in gruppi di 7 - 8 sulle sostanze che sono appetite dalle larve: formaggi, carni, salumi, biscotti, alimenti affumicati, bozzoli stufati e uova di baco da seta, ma anche esemplari delle collezioni zoologiche e museali. Se le condizioni ambientali sono idonee (temperatura, umidità e presenza di risorse alimentari) il numero di uova deposte può giungere sino a 7 - 800.
L'incubazione dura 7 - 10 giorni, le larve attraversano una serie di mute (5 se maschio, 6 se femmina) prima di raggiungere la maturità. Dopo 20 - 30 giorni raggiungono la maturità e scavano una galleria nei manufatti lignei più vicini, dove si impupano. Possono impuparsi in  svariati tipi di materiale compatto (anche libri, fibre vegetali, sughero) danneggiandoli. Dopo 15 - 20 giorni schiudono gli adulti che rimangono però in diapausa nella galleria fino alla primavera seguente.
La temperatura ottimale per lo sviluppo è 18 - 20 °C con 75% di umidità relativa. I tempi di sviluppo possono  variare al variare delle condizioni ambientali.
Solitamente vi è una sola generazione annua, 2 se le condizioni sono favorevoli; sono però stati osservati casi di cinque - sei generazioni annue. L'adulto vive circa  6 - 7 mesi.
Le larve possono nutrirsi, se necessario, di uova di altri insetti; anche nel corso delle infestazioni Dermestes lardarius può predare altri insetti.
In natura gli adulti si trovano spesso su fiori dove si nutrono di polline e di nettare, le larve sono spazzine o predatrici di altri artropodi. È frequente il cannibalismo, in particolare se molti individui si ritrovano a dover condividere una risorsa limitata.
I principali luoghi in cui l'insetto compie il suo ciclo sono:
- zone di stoccaggio di alimenti graditi
- tane o anfratti dove topi o insetti  muoiono o stabiliscono i loro nidi
- nidi di uccelli o ricoveri per pollame
- trofei di animali

## Danni
I danni prodotti possono essere notevoli. Sono attaccati pesce essiccato, formaggi stagionati, carni, salumi, prosciutti, pancetta, biscotti, alimenti affumicati, alimenti per animali (in particolare per cani e gatti perché generalmente molto proteici), bozzoli stufati e uova di baco da seta, ma anche esemplari delle collezioni zoologiche, animali imbalsamati, scatole entomologiche, parti cornee di animali, penne, piume, lana. Attacca anche il lardo da cui il  nome comune. Può alimentarsi anche di roditori o uccelli morti. Occasionalmente può attaccare materiali  vegetali, specie se con alto contenuto di proteine. Può essere trovato in magazzini di cacao, frutta secca,  granaglie, anche se è probabile che vi finisca perché attratto da cadaveri di roditori e spoglie di insetti. Negli stabilimenti bacologici, la sua presenza un tempo poteva essere molto grave, in quanto perforava i bozzoli stufati, deprezzandoli gravemente, per nutrirsi della crisalide morta al suo interno.
Può essere ritrovato anche nelle voliere, nei nidi degli uccelli e dei mammiferi. È stato infatti segnalato produrre attacchi ad anatroccoli e polli appena nati, come anche su piccioni implumi, causandone lesioni addominali e portandoli alla morte.
Sia gli adulti che le larve si alimentano compiendo erosioni sulle sostanze attaccate.
Il danno è dovuto alla deposizione delle  uova da parte della femmina sulle sostanze appetite dalle quali escono larve molto voraci che scavano gallerie sulla parte più esterna del prodotto infestato, deprezzandolo fortemente, anche se la larva non provoca alterazioni tali da renderlo incommestibile; i peli delle larve possono essere causa di allergie, soprattutto per gli operatori che lavorano quotidianamente a stretto contatto con i prodotti infestati.

## Lotta

### Strategie preventive
Nel caso delle derrate è fondamentale annullare completamente la presenza di parassiti che potrebbero deteriorare o deprezzare il prodotto; al contrario dell'ambito agrario anche una piccola infestazione limitata ad un numero esiguo di individui è dannosa. La chiave per una corretta riuscita, nel caso di Dermestes lardarius come di tutti gli altri parassiti delle derrate è quindi la prevenzione.
Il controllo è attuato tramite disinfestazione dei locali e dei prodotti immagazzinati. I punti fondamentali da tenere in considerazione nella prevenzione sono:
Igiene: è molto importante la sorveglianza costante e la pulizia accurata dei locali di stoccaggio. Se viene rilevata la presenza di individui è fondamentale identificare la fonte di infestazione primaria ed eliminarla. In seguito è opportuno trattare il luogo di stoccaggio con appositi prodotti chimici.
Bisogna però ricordare che anche un'infestazione di pochi individui, molto difficile da identificare, può dare origine in condizioni ideali e di scarso controllo a una popolazione molto numerosa.
È molto importante evitare la presenza di sostanze che potrebbero fungere da alimento per gli insetti (residui alimentari, peli, sostanze organiche di vario tipo).
In particolare, Dermestes lardarius è attratto da cadaveri di roditori in luoghi inaccessibili, o da esuvie di altri insetti. La loro presenza nelle abitazioni è spesso dovuta alla presenza di carcasse di questi animali.
Sono attratti anche dalla luce emessa dalle lampade notturne. 
Il legno dei materiali o delle strutture presenti nel magazzino di stoccaggio può essere protetto con apposite sostanze impregnanti, per evitare che possa essere danneggiato e che diventi fonte di rifugio per le larve.
Caratteristiche dei luoghi e dei contenitori di stoccaggio: è fondamentale che siano accuratamente sigillati; ma le larve possono penetrare attraverso fessure molto piccole e sono in grado di perforare  plastica, piombo e stagno, ma non zinco o alluminio. Temperature inferiori ai 10 °C limitano fortemente lo sviluppo dell'insetto. Se possibile è utile una certa discontinuità nella presenza delle derrate (tutto pieno - tutto vuoto); questo sistema consente anche di attuare una miglior gestione dei sistemi di disinfestazione.
Se larve o adulti sono localizzati in fessure, crepe o fori delle strutture nel luogo di stoccaggio possono essere rimossi od aspirati e le aperture sigillate.
Per prevenire le infestazioni dall'esterno è importante che le porte e le finestre siano ben sigillate e che non vi siano vie di accesso al luogo di stoccaggio (possono essere sufficienti aperture molto ridotte).
Se le vie d'accesso non possono essere sigillate può essere utile depositare insetticidi in polvere in loro prossimità.
Monitoraggio periodico: molto importante nei musei dove Dermestes lardarius può causare seri problemi alle collezioni zoologiche. I reperti devono essere ispezionati periodicamente al fine di intervenire con tempestività in caso di attacco (è possibile anche intervenire sottoponendo il reperto all'azione del caldo o del freddo). Per gli animali imbalsamati è possibile spargere sulla pelle insetticidi in polvere.

### Mezzi fisici
Per le derrate alimentari destinate al consumo umano o animale è fondamentale il rispetto delle regolamentazioni sui residui massimi consentiti di prodotti chimici sull'alimento. A questo proposito i metodi fisici di lotta permettono un buon contenimento delle popolazioni di insetti dannosi senza rischi per la salute del consumatore. Tra i metodi più impiegati ricordiamo:
Esposizione al calore: per le derrate che possono essere trattate in questo modo (gallette, biscotti, paste alimentari), si consiglia di sottoporre il prodotto a temperature di 55 - 60 °C per 1 - 4 ore. Tali temperature dovrebbero uccidere tutti gli insetti presenti.
Esposizione al freddo: per i prodotti stoccati in freezer  a  temperature al di sotto di 0 °C non vi sono problemi, essendo la temperatura proibitiva allo sviluppo di ogni insetto che infesta le derrate. Per gli altri prodotti può essere utile un trattamento che preveda l'alternanza repentina di caldo - freddo. I contenitori infestati possono quindi essere posti in freezer per 1 - 2 giorni, garantendo l'uccisione degli insetti presenti. Tale sistema non si presta però per tutti i tipi di derrata.
Atmosfera controllata:questa tecnica prevede una riduzione del contenuto di ossigeno dell'ambiente, uccidendo così l'insetto per asfissia. Bisogna però tener presente che gli insetti possono rimanere parecchie ore senza respirare, conservando l'ossigeno nelle trachee, inoltre bisogna garantire temperature superiori a 15 °C, affinché l'insetto non riduca le attività vitali, tra le quali la respirazione.  In questo caso lo stadio più sensibile è l'adulto, seguito dalle uova e dalla larva e infine dalla pupa. Con 16 ore di esposizione a bassi livelli di ossigeno (0.1%) a 25 °C e 55% di umidità relativa, sono sufficienti per uccidere la totalità degli adulti, mentre ne servono 24 per uccidere il 90% delle uova e il 99% delle larve. La stessa esposizione uccide solo il 70% delle pupe. Un'esposizione di 48 ore uccide tutti gli stadi.
Da segnalare, inoltre, i tentativi di utilizzo di mezzi dissuasivi quali gli di ultrasuoni che si sono però rilevati del tutto inefficaci.

### Mezzi chimici
Gli insetticidi più impiegati sono i piretroidi  e i regolatori della crescita, spesso in formulazione polverulenta per poterli applicare nelle crepe, negli angoli e nelle fessure dei muri. Altri metodi di lotta che prevedono l'impiego di prodotti chimici sono:
Fumigazione: consigliabile solo in caso di infestazioni molto forti. Per ridurre la quantità di fumigante utilizzato è consigliabile pulire accuratamente il locale, con particolare attenzione ai luoghi meno accessibili (angoli, fessure). La lotta risulta particolarmente difficile quando siano penetrati all'interno di imbottiture, lane o masse di pellame.
Le fumigazioni devono essere eseguite a temperature di almeno 15 °C, in quanto a temperature inferiori le attività degli insetti sono ridotte al minimo. In genere si utilizzano temperature di 20 - 22 °C. I fumiganti possono deteriorare le caratteristiche organolettiche di semi oleosi destinati al consumo.
Gel di silice o terre diatomacee: le terre diatomacee vengono miscelate al prodotto, preferibilmente prima che siano stoccate, cercando di ottenere una buona uniformità; affinché il trattamento raggiunga la massima efficacia è necessario che l'umidità del prodotto sia al massimo del 13%.
Sostanze tarmicide: cristalli di naftalene o PDB (paradiclorobenzene) vengono posti in compartimenti stagni, dove non possano essere respirati dagli operatori. Queste due sostanze sono blandi fumiganti e devono essere usati in quantità sufficiente per uccidere gli insetti. Vengono venduti sotto forma di cristalli o palline, il loro uso è però limitato ad ambienti di piccole dimensioni. Possono trovare impiego nel caso delle pelli, sulle quali Dermestes lardarius può produrre gravi danni.